# Gran Premio Nobili Rubinetterie
Der Gran Premio Nobili Rubinetterie (offiziell zuletzt: GP Nobili Rubinetterie-Coppa Papa Carlo-Coppa Città di Stresa) ist ein italienisches Eintagesrennen im Straßenradsport.
Der Gran Premio Nobili Rubinetterie wurde im Jahr 1997 zum ersten Mal ausgetragen. Seit 2005 ist er Teil der UCI Europe Tour und ist in die UCI-Kategorie 1.1 eingestuft. Das Rennen findet jährlich in Arona statt. Austragungszeitpunkt ist seit 2010 der Monat Juni. Rekordsieger ist der Italiener Damiano Cunego, welcher das Rennen als bisher einziger Fahrer zweimal gewinnen konnte. Organisator ist die Associazione Ciclistica Arona. Die Austragung für 2016 wurde aus finanziellen Gründen abgesagt, für 2017 ist aber das Rennen erneut geplant.
Von 2010 bis 2011 wurden zwei Wettbewerbe, die Eintagesrennen Coppa Papà Carlo und Coppa Città di Stresa ausgetragen, nach der Zusammenführung ergab sich der neue Name GP Nobili Rubinetterie-Coppa Papa Carlo-Coppa Città di Stresa.

## Siegerliste

### Seit 2013
- 2016 nicht ausgetragen
- 2015  Giacomo Nizzolo
- 2014  Simone Ponzi
- 2013  Bob Jungels

### 2010–2012
Coppa Papà Carlo
- 2012 nicht ausgetragen
- 2011  Simone Ponzi
- 2010  Gianluca Brambilla

Coppa Città di Stresa
- 2012  Danilo Di Luca
- 2011  Elia Viviani
- 2010  Oscar Gatto

### 1997–2009
- 2009  Grega Bole
- 2008  Giampaolo Cheula
- 2007  Luis Felipe Laverde
- 2006  Paolo Longo Borghini
- 2005  Damiano Cunego
- 2004  Damiano Cunego
- 2003  Andrea Ferrigato
- 2002  Andrus Aug
- 2001  Vladimir Smirnov
- 2000  Stefano Garzelli
- 1999  Salvatore Commesso
- 1998 nicht ausgetragen
- 1997  Dario Andriotto